# Alectrosaurus
Alectrosaurus ('eenzame hagedis') is een geslacht van uitgestorven tyrannosauroïde theropode dinosauriërs uit Binnen-Mongolië (China) dat 83-74 miljoen jaar geleden tijdens het Laat-Krijt (meer bepaald van het Turonien tot het Santonien) leefde. Het was een tweebenige carnivoor met een lichaamsvorm die erg lijkt op die van zijn verwant Tyrannosaurus rex. Alectrosaurus was echter met maar vijf meter lengte veel kleiner.

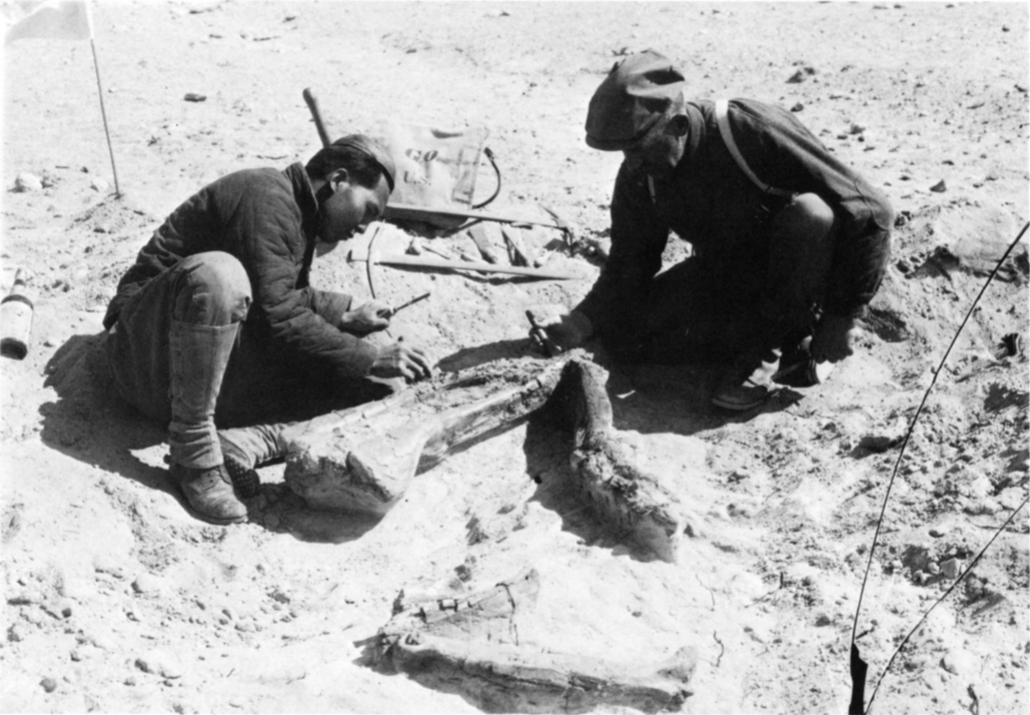
De opgraving

De naam Alectrosaurus kan vertaald worden als 'eenzame hagedis' en komt van de Oudgriekse woorden ἄλεκτρος, alektros ('ongetrouwd' of 'eenzaam') en σαῦρος, sauros ('hagedis'). Toen het geslacht ontdekt werd, was er geen enkele Aziatische dinosauriër die erop leek.
Er is momenteel maar één soort (Alectrosaurus olseni), benoemd ter ere van George Olsen, die de eerste exemplaren ontdekte op 25 april en 4 mei 1923 tijdens de derde expeditie van het American Museum of Natural History in Binnen-Mongolië. Zowel het geslacht als de soort werden in 1933 benoemd door de Amerikaanse paleontoloog Charles Whitney Gilmore. In een studie door Bruce Rothschild en andere paleontologen uit 2001 werden 23 botten die worden toegeschreven aan Alectrosaurus onderzocht op stressfracturen, maar men vond er geen.

## Geschiedenis en Ontdekking

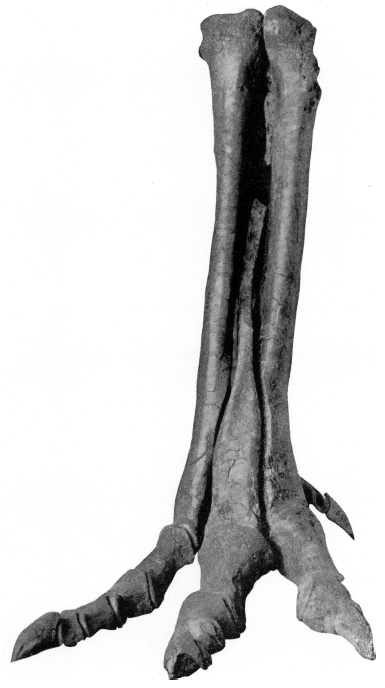
Rechterachterpoot van Alectrosaurus olseni Nr. 6554, A.M.N.H.

Het lectotype (AMNH 6554) van Alectrosaurus is een achterpoot die in de Iren Dabusu-formatie in Binnen-Mongolië werd gevonden. Voorpoten die bij de resten werden aangetroffen, het cotype specimen AMNH 6368, zijn later geïdentificeerd als therizinosauroide fossielen. De eigenaardige vorm daarvan was de aanleiding voor de geslachtsnaam. De leeftijd van de formatie (en daardoor van de fossielen) is onzeker, maar wordt vaak geschat op 83 tot 74 miljoen jaar geleden (Campanien).
Meer materiaal, onder andere meer achterpoten en elementen van de schedel en de schouder, werd later toegewezen aan Alectrosaurus. Deze fossielen werden gevonden in de Bayan Shireh-formatie, waarvan de leeftijd ook niet bekend is. De fauna uit deze twee formaties is gelijkaardig. Verder werden nog meerdere gedeeltelijke skeletten gevonden in Binnen-Mongolië en Buiten-Mongolië.
In 2023 beschreef Thomas Carr de achterpoot opnieuw en concludeerde dat de toewijzing van verder materiaal dubieus was.

## Beschrijving
Alectrosaurus had een lengte van tot vijf meter. Hij werd oorspronkelijk beschreven als een theropode met lange armen, maar dit was vanwege het verkeerd identificeren van de armen bij het holotype. De achterpoten vertegenwoordigen die van een echte tyrannosauroïde, hoewel ze gekenmerkt worden door een lage verhouding tussen de lengte van zijn scheenbeen ofwel tibia en het dijbeen, wat betekent dat beide botten ongeveer dezelfde lengte hebben. Dit is uitzonderlijk bij tyrannosauroïden, waarbij het scheenbeen meestal langer is. De middenvoet samen met de enkel is ook, vergeleken met andere leden van de clade, korter in verhouding tot het scheenbeen. Bij andere tyrannosauroïden is de voet meestal langer dan de tibia.

## Fylogenie
Alectrosaurus is ontwijfelbaar een tyrannosauroïde, maar vanwege de fragmentarische aard van het gevonden materiaal is er weinig bewijs voor het bepalen van de verwantschappen met andere leden uit de clade en vele recente analyses hebben dit helemaal opgegeven. Sommige paleontologen hebben voorgesteld dat Alectrosaurus olseni een soort is van Albertosaurus.